# فلورنت مولت
فلورنت مولت (انگلیسی: Florent Mollet؛ زادهٔ ۱۹ نوامبر ۱۹۹۱) بازیکن فوتبال اهل فرانسه است.
از باشگاه‌هایی که در آن بازی کرده‌است می‌توان به باشگاه فوتبال دیژون و باشگاه فوتبال متس اشاره کرد.